# Joop Admiraal
Jacob (Joop) Admiraal (Ophemert, 26 september 1937 – Amsterdam, 25 maart 2006) was een Nederlands acteur, die vooral bekend werd door zijn rollen bij Het Werkteater en Toneelgroep Amsterdam.

## Carrière

### Debuut
Admiraal debuteerde in 1959 bij de Nederlandse Comedie, maar hij brak pas door vanaf 1971 bij Het Werkteater, waarmee hij op locatie experimenteerde met maatschappelijk relevante stukken. Voor het solotoneelstuk U bent mijn moeder uit 1981, waarin hij zowel de zoon (zichzelf) als zijn tachtigjarige dementerende moeder speelde, ontving hij een Louis d'Or. Dit stuk werd ook verfilmd, evenals Hersenschimmen (1988), wederom over dementie.

### Toneelgroep Amsterdam
In 1987 voegde hij zich bij de nieuw opgerichte Toneelgroep Amsterdam, waar hij tot zijn pensioen in 1999 speelde. Ook na zijn pensionering bleef hij spelen. Hij zag er vaak zeer fragiel uit, maar kon desondanks ook zeer krachtig spelen.
Behalve in de films U bent mijn moeder en Hersenschimmen speelde Admiraal ook in films als Max Havelaar (1976), Kort Amerikaans (1979), Twee Vrouwen (1979) en Eline Vere (1991).

### Overlijden
Hij overleed plotseling op 68-jarige leeftijd aan een hartaanval. In die periode stond hij in het theater in het toneelstuk Uit Liefde, de avond voor zijn dood stond hij nog op de planken.

## Filmografie
- De vier dochters Bennet (televisie miniserie, 1961-1962) – Luitenant Fitzwilliam
- Big City Blues (1962) – rol onbekend
- Spinoza (televisiefilm, 1965) – rol onbekend
- Jongens, jongens, wat een meid (1965)
- Het museum (televisiefilm, 1966) – rol onbekend
- Het gangstermeisje (1966) – Wessel Franken (stem, niet op aftiteling)
- Colombe (televisiefilm, 1967) – rol onbekend
- To Grab the Ring (1968) – rol onbekend
- Lucelle (televisiefilm, 1968) – Ascagnes
- Toestanden (1976) – rol onbekend
- Avondrood (1976) – Van Beusekom
- Max Havelaar of de koffieveilingen der Nederlandsche handelsmaatschappij (1976) – Slotering
- Prettig weekend, meneer Meijer (televisiefilm, 1978) – rol onbekend
- Camping (1978) – Henk
- Opname (1979) – De Bruin
- Kort Amerikaans (1979) – De Spin
- De verwording van Herman Dürer (1979) – reclasseringsambtenaar
- Twee Vrouwen (1979) – leraar
- The Lucky Star (1980) – Thomas
- Het teken van het beest (1980) – dominee
- Achter glas (1981) – rol onbekend
- Een zwoele zomeravond (1982) – Patrick/Cor van Kalkhoven
- De smaak van water (1982) – Schram
- U bent mijn moeder (1984) – alle rollen
- Hersenschimmen (1988) – Maarten Klein
- Eline Vere (1991) – de heer Hovel
- Rooksporen (1992) – rol onbekend
- Wie aus weiter Ferne (televisiefilm, 1994) – rol onbekend
- Oude tongen (1994) – burgemeester Joop Sake
- Oog in oog (televisieserie) – oude man (afl. onbekend, 1994)
- Duinzicht boven (1999) – rol onbekend
- Ober (2006) – magere man
- Olivier etc. (2006) – rol onbekend

## Persoonlijk
Admiraal heeft relaties gehad met zanger en acteur Ramses Shaffy, met wie hij begin jaren zestig naar Rome reisde op zoek naar interessant filmwerk (de brieven die ze schreven aan hun gezamenlijke vriendin Shireen Strooker werden in 2004 gebundeld) en met acteur Gerard Thoolen. Gedurende tweeëntwintig jaar was hij de levenspartner van Jaap Jansen, voormalig uitgever/compagnon bij Van Gennep.
Joop Admiraal was een broer van de arts Piet Admiraal.